# José María Aguirre Valdés
José María Timoteo Aguirre Valdés (La Habana, Cuba, 22 de agosto de 1843 - Jaruco, La Habana, Cuba, 29 de diciembre de 1896) fue un militar cubano del siglo XIX.

## Orígenes y guerra de los Diez Años
José María Aguirre Valdés nació en la ciudad de La Habana, capital de Cuba, el 22 de agosto de 1843. Algunos historiadores afirman que nació diez días antes, el 12 de agosto.
El 10 de octubre de 1868, estalló la guerra de los Diez Años (1868-1878), primera guerra por la independencia de Cuba. Si bien es cierto que la guerra comenzó en la zona oriental de la isla y posteriormente se extendió al centro, no logró llegar a la región occidental, región donde se encuentra La Habana. Sin embargo, muchos jóvenes habaneros decidieron unirse a los cubanos que combatían en Oriente.
Aguirre formó parte ese grupo de jóvenes habaneros que tomó la decisión de ir a la guerra. Hacia fines del año 1868, marchó a Nassau, capital de las Bahamas, y se enroló en la expedición del Galvanic, la cual desembarcó en el Camagüey, el 27 de diciembre de 1868. En dicha expedición iban hombres como Manuel de Quesada, Julio Sanguily, Antonio Zambrana y Luis Ayestarán entre otros.
Combatió bajo las órdenes del mayor general Manuel de Quesada hasta la destitución de este el 17 de diciembre de 1869. Entre enero de 1870 y mayo de 1873, combatió bajo las órdenes del mayor general Ignacio Agramonte, jefe de la División de Camagüey. Agramonte murió en la batalla de Jimaguayú el 11 de mayo de 1873. Sus tropas quedaron a partir de entonces bajo las órdenes del mayor general Máximo Gómez.
Bajo el mando de Gómez, Aguirre se destacó en la batalla de Palo Seco, el 2 de diciembre de 1873, y resultó levemente herido en la batalla de las Guásimas, en marzo de 1874. Participó en la invasión de Las Villas (1875-1876), quedando bajo las órdenes del brigadier Henry Reeve hasta la muerte de este en la batalla de Yaguaramas, el 4 de agosto de 1876. Tiempo después, Aguirre fue ascendido a coronel. Fue capturado el 29 de abril de 1877 y, tres meses después, fue deportado a otra prisión en Ceuta, en el norte de África.
El 10 de febrero de 1878 se firma el Pacto del Zanjón que puso fin a la guerra, tras el cual Aguirre fue liberado y se exilió en Estados Unidos.

## Guerra Chiquita
Desde su exilio en Estados Unidos, Aguirre intentó incorporarse a la guerra Chiquita (1879-1880), segunda guerra por la independencia de Cuba. Se unió a la expedición del Hattie Haskel, encabezada por el mayor general Calixto García, jefe principal de dicha guerra, pero la expedición no pudo llegar a tiempo.
En 1881, obtuvo la ciudadanía estadounidense. Regresó a Cuba y comenzó a organizar conspiraciones para iniciar una nueva guerra. Pronto se unió a los esfuerzos de José Martí para reanudar la guerra de independencia.

## Guerra Necesaria
El 24 de febrero de 1895, estalló la guerra Necesaria (1895-1898), tercera guerra por la independencia de Cuba. Ese mismo día, Aguirre fue arrestado por la policía colonial en la estación de trenes de Palatino. Guardó prisión varios meses en la fortaleza de la Cabaña. Liberado el 10 de septiembre de 1895, lo deportaron a Estados Unidos en octubre.
Aguirre regresó a Cuba en la expedición del Vapor Horsa, encabezada por el brigadier Francisco Carrillo Morales, en noviembre del mismo año. Una vez en el Camagüey, el presidente de la República de Cuba en Armas, Salvador Cisneros Betancourt, le ofreció el mando del Tercer Cuerpo del Ejército Mambí. Sin embargo, Aguirre rechazó la oferta, deseoso de combatir en La Habana, su provincia de origen.
Poco después, se incorporó a la Columna Invasora, que invadía el occidente de Cuba bajo las órdenes de los mayores generales Máximo Gómez y Antonio Maceo. Gómez lo ascendió a general de brigada (brigadier) y lo designó jefe de la Segunda División del Quinto Cuerpo (La Habana). En dicha provincia combatió, entre otros, junto al mayor general Mayía Rodríguez.

## Muerte
Gravemente enfermo de neumonía desde mediados de 1896, su salud se fue deteriorando progresivamente a lo largo de los meses. Fue ascendido a mayor general el 3 de diciembre de 1896, con antigüedad desde el 5 de febrero de 1896.
Finalmente, falleció en una cueva del municipio de Jaruco, provincia de La Habana, el 29 de diciembre de 1896, a los 53 años de edad. Sus hombres enterraron el cuerpo en la cueva.
Sus restos reposan en la Necrópolis de Colón de La Habana desde el 15 de octubre de 1899.
En 2018, con motivo del ciento cincuenta aniversario del inicio de las guerras de la independencia, se develó una tarja conmemorativa en honor a Aguirre en la ciudad de San José de las Lajas, capital de la provincia de Mayabeque, en la cual se encuentra el municipio de Jaruco, donde falleció.